# باريتو
باريتو (بالإيطالية: Pareto)‏ هي بلدية في مقاطعة ألساندريا في إقليم بييمونتي في إيطاليا.

## السكان
في سنة 1861 بلغ عدد السكان 1٬799 نسمة، وتطور العدد ليصل في سنة 2011 لـ 602 نسمة.
يظهر هذا المخطط البياني تطور النمو السكاني لـ باريتو